# Собор Святого Флорина
Собор Святого Флорина (нем. St. Florinskirche in Vaduz, Kathedrale St. Florin) — неоготический кафедральный собор в Вадуце, центр архиепархии Вадуца. Изначально был приходской церковью, получил статус собора в 1997 году.
Кафедральный собор был построен в 1873 году Фридрихом фон Шмидтом на месте средневекового основания. Собор назван в честь Флорина Ремюсского, небесного покровителя долин Валь Веноста, жившего в IX веке. Архиепархия Вадуца была провозглашена папой Иоаном Павлом II в апостольской конституции 2 декабря 2002 года. До этого собор был частью Лихтенштейнского деканата, входившего в епархию, которая управлялась из Швейцарии.

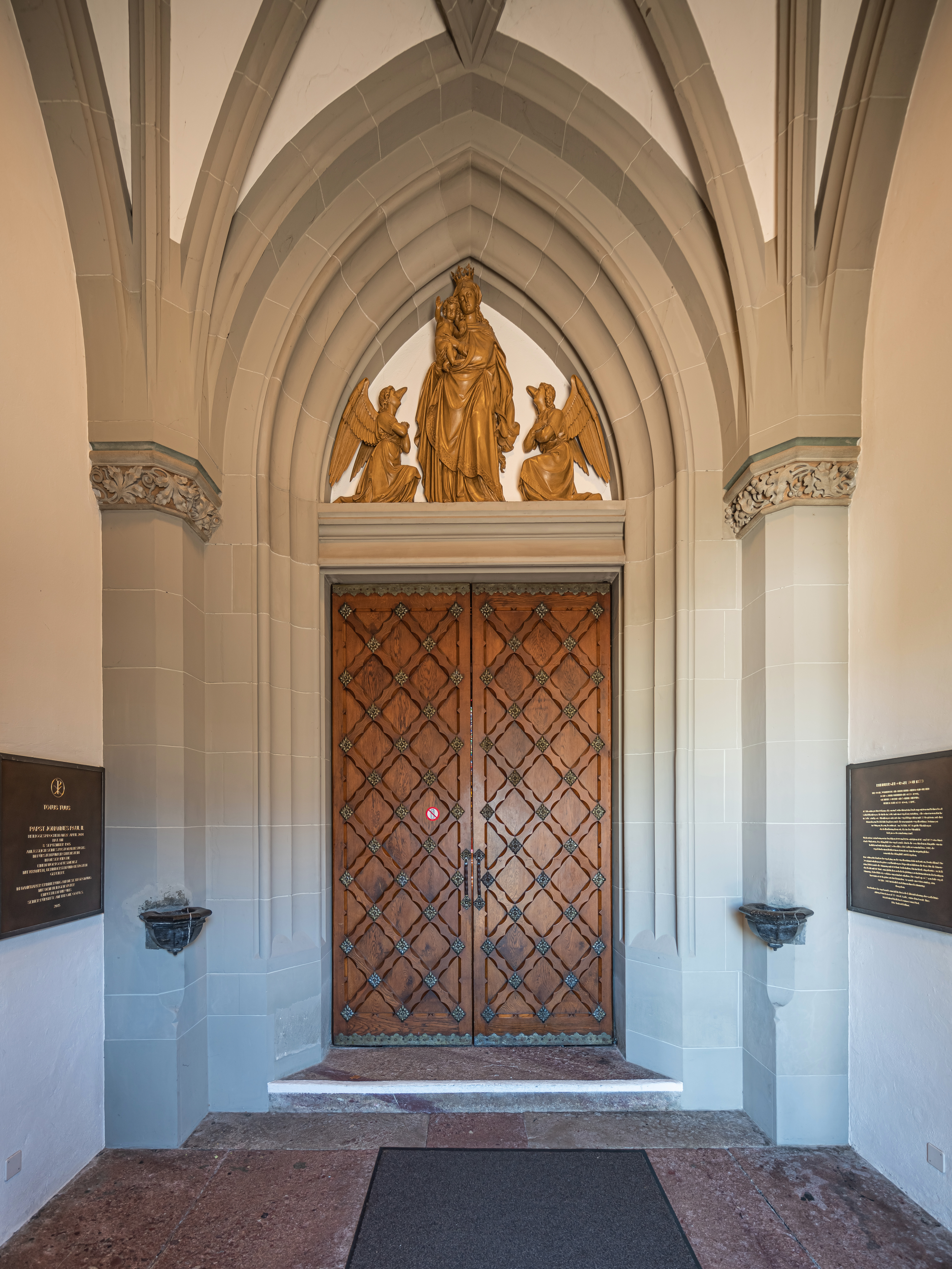
Входной портал
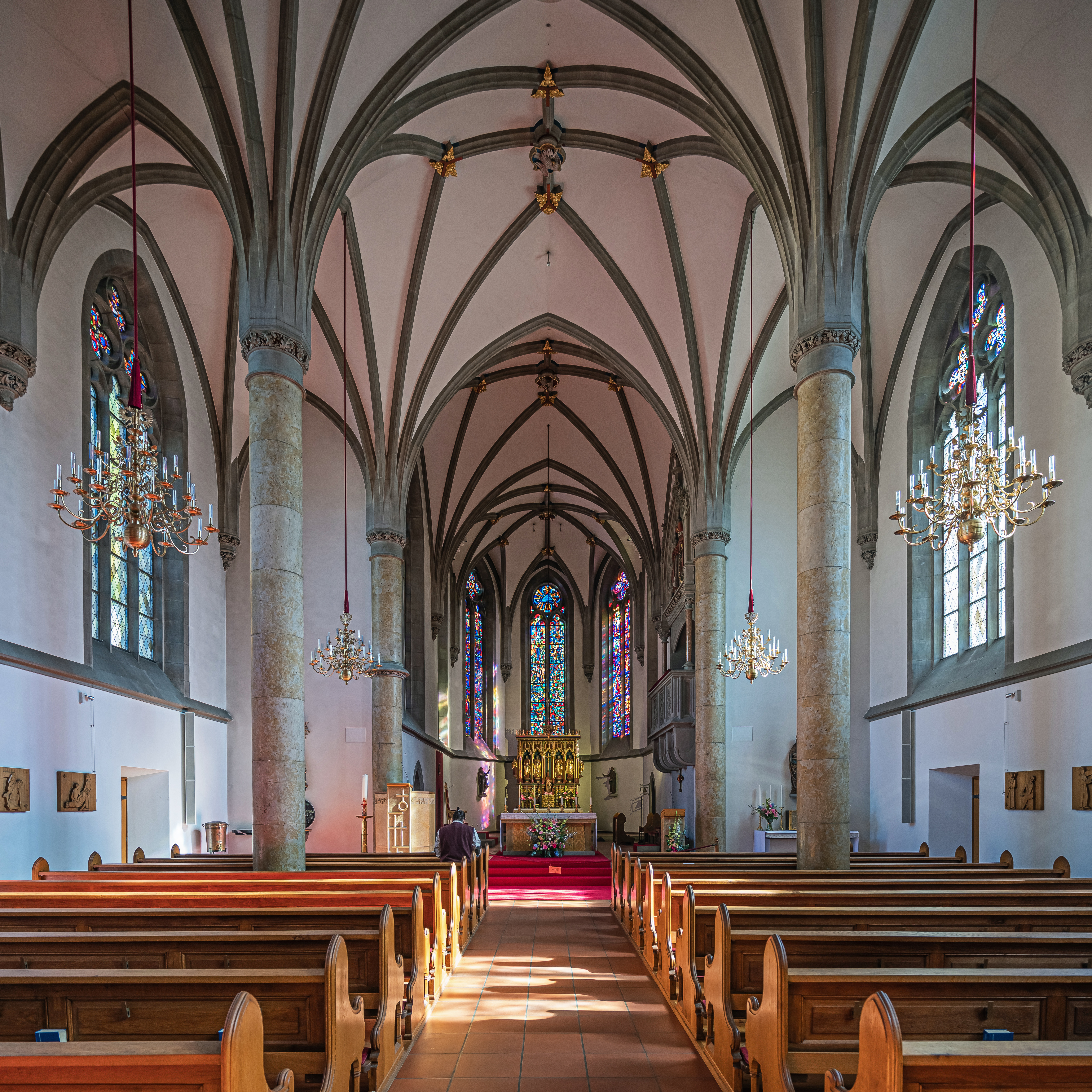
Интерьер
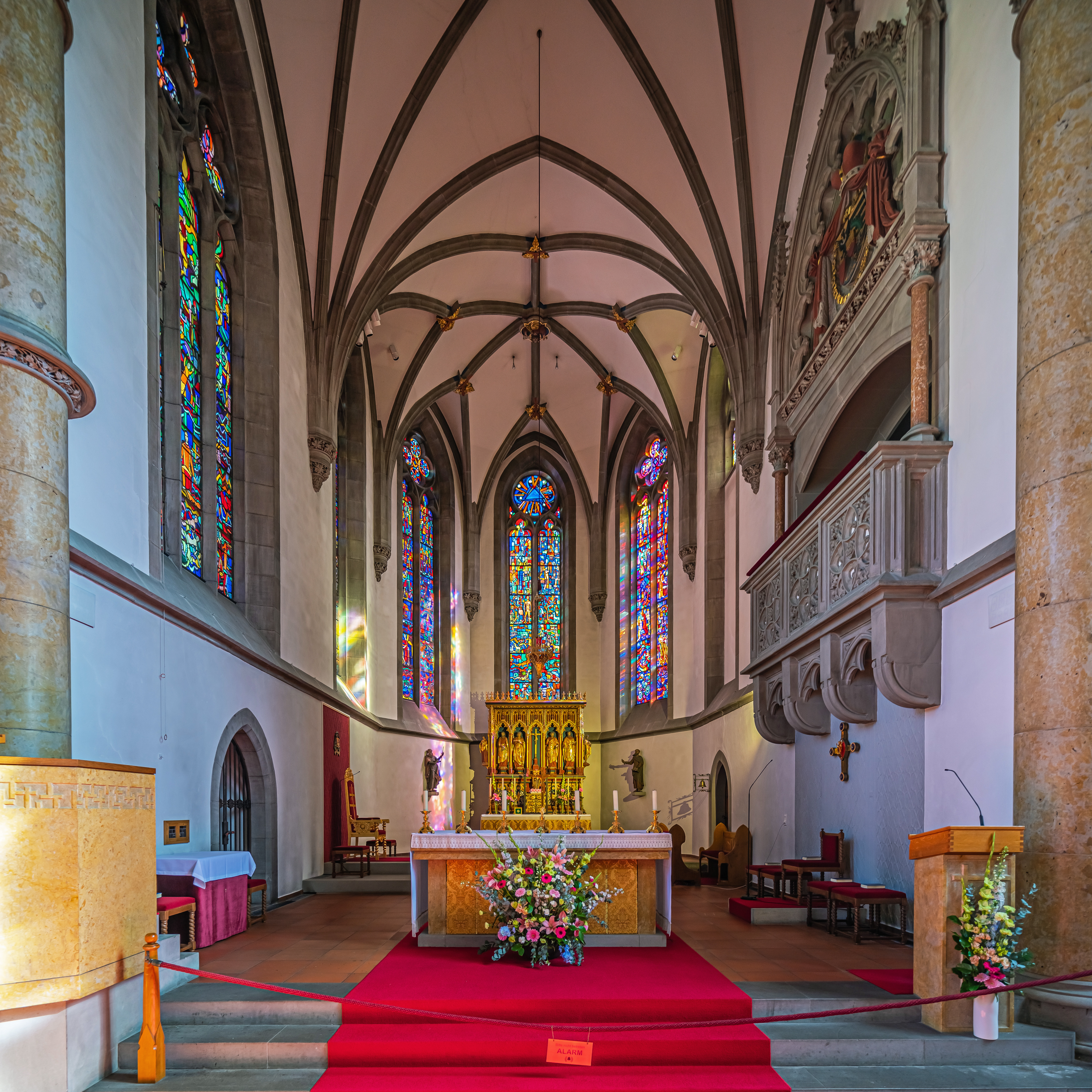
Алтарь